# Júlio César do Nascimento Júnior
Júlio César do Nascimento Júnior (7 de março de 1983) é um jogador de vôlei de praia brasileiro naturalizado qatari.

## Carreira
Em 2016 formava dupla com o gambiano Ahmed Tijan quando disputaram a edição dos Jogos Asiáticos de Praia cuja sede foi  Da Nang, ocasião que obtiveram a medalha de prata, também formou dupla com  Jefferson Pereira  e atualmente com o italiano Davis Krumis.